# Die Kleinstadt
Die Kleinstadt ist ein deutscher Dokumentarfilm über die Stadt Pirmasens des Regisseurs Philipp Majer. 
Der Film wurde von Bunkhouse Film produziert und ist im Jahr 2018 erschienen.

## Entstehung
Die Kleinstadt ist der erste Dokumentarfilm über die Stadt Pirmasens. Es gab bis dahin viele negative Berichte über die Stadt, u. a. bei Spiegel TV, die auf die schlechten Statistiken aufmerksam machten. Dieser Film zeigt die negativen wie die positiven Seiten und lässt die Bewohner zu Wort kommen. Gleichzeitig gewährt der Film einen Einblick in das Leben der Protagonisten auf humorvolle Art und Weise. Der Film schafft es auf intime und ehrliche Weise, die Widersprüche der Stadt einzufangen, ohne die Moral zu bemühen.

## Inhalt
Im Mittelpunkt des Films stehen die Einwohner von Pirmasens, einer Stadt am Rande des Pfälzerwaldes. Als Schuhmetropole war die Stadt berühmt, doch die Globalisierung und der Wegzug amerikanischer Streitkräfte machen der Stadt zu schaffen. Arbeitsplätze und Einwohner gingen verloren und die Stadt muss sich gegen schlechte Statistiken und Negativschlagzeilen wehren.
Der Film porträtiert Menschen, die nicht viel gemeinsam haben, außer der Liebe zu ihrer Stadt: Sieben Personen verschiedener sozialer Schichten werden in dem Film begleitet und zeigen ihre Sicht auf die Stadt. 

## Auszeichnungen
Der Film gewann auf dem Germany International Film Festival in München den Special Award der Jury im Jahr 2018.